# 토미 존 수술
팔꿈치 곁인대 재건술, 팔꿈치 인대 접합 수술(Ulnar collateral ligament reconstruction, UCL) 또는 토미 존 수술(Tommy John surgery)이라고도 불리는 이 시술은 외과적 이식 절차로, 내측 팔꿈치에 있는 팔꿈치 곁인대를 환자 신체 다른 부위의 힘줄이나 사망한 기증자의 힘줄로 대체하는 것이다. 이 시술은 여러 스포츠, 특히 야구에서 대학 및 프로 선수들 사이에서 흔하게 시행된다. 이 수술은 반복적인 팔꿈치 움직임이나 특히 투구 능력을 최적으로 회복시키기 위해 시행되며, 종종 프로 선수들의 경력을 연장시켜 준다. 많은 선수들에게 이 수술은 선수 경력 동안 한 번 이상 시행된다.
이 시술은 1974년 로스앤젤레스 다저스 팀 주치의로 2014년 사망할 때까지 팀의 특별 고문으로 일했던 정형외과 의사 프랭크 조브에 의해 고안되었다. 이 수술은 이 수술을 받은 최초의 야구 선수이자 메이저 리그 투수로 26시즌 동안 메이저 리그 베이스볼(MLB)에서 뛰었던 토미 존의 이름을 따서 명명되었다. 존의 초기 수술, 성공적인 수술 후 경력, 그리고 두 남자 사이의 관계는 2013년 ESPN 30 for 30 다큐멘터리의 주제였다.

## 용도
팔꿈치 곁인대 (UCL)는 반복적인 투구 동작으로 인해 늘어나거나 해지거나 찢어질 수 있다. UCL 손상 위험은 매우 높은 것으로 여겨지는데, 강한 투구 시 구조를 통과하는 스트레스 양이 최종 인장 강도에 접근하기 때문이다.
이 부상은 야구와 관련이 있지만, 때로는 다른 스포츠에서도 나타난다. 다른 스포츠를 하는 선수들과 비교하여 야구 선수들은 과사용 증후군 및 어린이와 청소년의 조기 스포츠 전문화로 인한 부상 위험이 높다.
2002년 연구 결과에 따르면 총 투구 수가 가장 큰 결정 요인이다. 이 연구는 9세에서 14세 사이의 투수 426명의 투구량, 투구 유형 및 투구 메커니즘을 1년 동안 조사했다. 한 시즌에 200개 이하의 투구를 한 투수들과 비교하여, 201~400개, 401~600개, 601~800개, 그리고 800개 이상의 투구를 한 투수들은 각각 63%, 181%, 234%, 161%의 부상 위험 증가에 직면했다. 투구 유형은 더 작은 영향을 보였는데, 슬라이더를 던지는 것은 팔꿈치 부상 위험을 86% 증가시키는 것과 관련이 있었고, 커브볼을 던지는 것은 통증 증가와 관련이 있었다. 나쁜 것으로 인식되는 투구 메커니즘과 부상에 취약한 것 사이에는 약한 상관관계만 있었다.
어린 선수들의 투구 부상에 대한 연구는 연령 기반의 투구 제한 권장 사항으로 이어졌다.
투수들은 첫 번째 수술에서 회복된 후 두 번째 시술이 필요할 수 있다. 1999년부터 2015년까지 39명의 메이저 리그 투수가 "재수술" 즉, 두 번째 토미 존 수술을 받았으며, 첫 번째와 두 번째 수술 사이의 평균 기간은 약 5년이었다. 메이저 리그 투수에게 두 번째 UCL 재건술의 필요성은 그들의 계약 기간에 중요한 요소이다.

## 위험
자신경 손상 위험이 있다.

### 오해
일부 야구 투수들은 팔꿈치 곁인대 재건술 후 이전보다 더 강하게 공을 던질 수 있다고 믿는다. 그 결과, 정형외과 의사들은 어린 투수들의 부모들이 성능 향상을 기대하며 부상당하지 않은 아들에게 수술을 해달라고 요청했다고 보고했다. 그러나 프랭크 조브를 포함한 많은 사람들은 수술 후 성능 향상이 대부분 팔꿈치 관절의 안정성 증가와 투수들이 자신의 체력 및 컨디셔닝에 대한 관심 증가의 결과라고 믿는다. 조브는 이 수술이 투수들의 구속을 증가시키는 것이 아니라 단순히 투수들이 부상 이전 수준의 성능으로 돌아갈 수 있게 해준다고 믿었다.

## 시술법

### 재건술
팔꿈치 근처에 3–4 인치 (7.6–10.2 센티미터) 길이의 수술 절개를 한다. 교체 이식 힘줄을 넣기 위한 구멍이 팔꿈치의 자뼈와 위팔뼈에 뚫린다. 같은 팔꿈치 또는 반대쪽 팔꿈치의 전완에서 채취한 긴손바닥근 힘줄과 같은 채취된 힘줄, 슬개건, 햄스트링, 발가락 폄근 또는 기증자의 힘줄(동종이식)은 구멍을 통해 숫자 8자 형태로 엮어 고정된다. 자신경은 통증을 방지하기 위해 일반적으로 이동시키는데, 이는 흉터 조직이 신경에 압력을 가할 수 있기 때문이다. 시술은 외래환자를 대상으로 하며 당일 퇴원 가능하며, 수술 후 첫 주 동안 복구를 보호하기 위해 팔을 부목에 고정한다. 일주일 후에는 약 6주 동안 재건 부위를 보호하기 위해 보조기를 사용한다.

### 봉합술
봉합술은 주로 근위 또는 원위 끝단의 급성 UCL 박리형 손상에 효과적이며, 이 시술의 주요 이점은 UCL 재건술에 비해 재활 시간이 단축된다는 점이다. UCL 봉합술의 초기 시도는 좋지 않은 결과를 보였고 2008년 앵커 고정이 개선될 때까지 거의 포기되었다.

## 회복
수술 후 재활 과정은 일반적으로 네 가지 단계로 나뉜다.
1. 재활 1단계 (수술 후 0~3주)는 경직 방지, 치유 촉진, 그리고 힌지형 팔꿈치 보조기로 재건된 이식편 보호로 구성된다.[13]
2. 2단계 (4~8주)의 목표는 근력 강화와 완전한 가동 범위 회복이다.[13]
3. 3단계 (9~13주) 동안 재활은 유연성 및 신경근 제어에 중점을 두며 스포츠 관련 활동으로 점진적으로 진행된다.[13]
4. 4단계 (14~26주) 동안 오버헤드 선수를 위한 투구 프로그램으로 진행된다.[13]

완전한 경쟁 투구는 보통 7~9개월 후에 허용되며, 투수들은 약 10~18개월 후에 경기에 복귀할 준비가 된다.

## 발생률
2016년 이전 20년 동안 UCLR 수술 건수는 세 배 증가했으며, 이러한 추세는 계속될 것으로 예상되었다. 2015년 연구에 따르면 15세에서 19세 사이의 UCLR 수술 비율이 모든 연령대에서 가장 높았으며 매년 9%씩 증가하고 있었다.
USA 야구, 메이저 리그 베이스볼, 그리고 리틀 리그 베이스볼은 청소년 투수들의 팔꿈치 부상 위험을 낮추기 위해 피치 스마트(Pitch Smart) 프로그램을 시작했다. 오버핸드 투구로 인한 팔꿈치 부상의 주요 위험 요인은 경기당 투구 수, 시즌당 투구 이닝, 연간 투구 개월 수, 그리고 팔꿈치에 돌림힘과 힘을 증가시킬 수 있는 나쁜 투구 생물역학이다.

## 역사

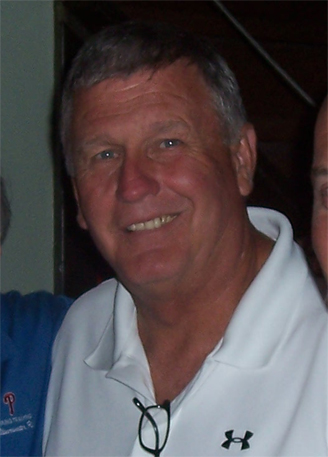
수술의 이름이 붙여진 토미 존, 2008년

존의 수술 당시 조브는 수술의 성공 가능성을 100분의 1로 추정했다. 2009년까지 완전 회복 가능성은 85~92%로 증가했다.
1974년 수술 후, 존은 팔 재활을 위해 1975년 시즌 전체를 결장했으며 1976년 시즌에 복귀했다. 수술 전 존은 124승을 거뒀다. 그는 수술 후 164승을 추가하여 46세에 1989년 은퇴했다.
야구 선수들의 경우, 완전한 재활은 투수에게는 약 12~15개월, 야수에게는 약 6개월이 걸린다. 선수들은 보통 수술 후 약 16주 후에 투구를 시작한다. 선수들의 80%가 수술 전과 동일한 수준으로 투구에 복귀하지만, 메이저 리그 베이스볼 투수 중 두 번 수술을 받은 선수들의 35%는 다시는 메이저 리그에서 투구하지 못한다.
조브는 자신이 10년 일찍 이 기술을 발명했다면 다저스 명예의 전당 헌액자인 샌디 쿠팩스의 이름을 따서 샌디 쿠팩스 수술이라고 불렸을 수도 있다고 말했다. 쿠팩스는 "본질적으로 토미 존과 동일한 것"으로 은퇴했다.

## 같이 보기
- 토미 존 수술을 받은 야구 선수 목록